# 팀 (음악 그룹)
팀은 대한민국의 전 음악 그룹이다. 1999년 정규 앨범 <Team Play>로 데뷔했다.

## 음반
- Team Play (1999)
- 2000 대한민국(大韓民國) (2000)

## 수상
- Mnet Asian Music Awards 그룹 신인상 (1999)